# جامعة كيرتن
جامعة كيرتن هي جامعة عامة في أستراليا تأسست عام 1986.

## وصلات خارجية
- الموقع الرسمي